# Race Horizon Park
La Race Horizon Park est une course cycliste regroupant deux à trois courses d'un jour se déroulant en Ukraine. Créée en 2012, elle fait partie de l'UCI Europe Tour depuis cette année-là, en catégorie 1.2.
Depuis 2016, il y a également une épreuve féminine.
Les courses de l'édition 2020 sont annulées en raison de la pandémie de coronavirus,.

## Palmarès

### Race Horizon Park 1 - Horizon Park Race for Peace
| Année                       | Vainqueur          | Deuxième             | Troisième           |
| --------------------------- | ------------------ | -------------------- | ------------------- |
| Race Horizon Park 1         |                    |                      |                     |
| 2012                        | Vitaliy Popkov     | Oleksandr Martynenko | Nikita Umerbekov    |
| 2013                        | Denys Kostyuk      | Oleksandr Sheydyk    | Mykhailo Kononenko  |
| 2014                        | Vitaliy Buts       | Błażej Janiaczyk     | Reinier Honig       |
| Horizon Park Race for Peace |                    |                      |                     |
| 2015                        | Sergiy Lagkuti     | Denys Kostyuk        | Anatoliy Pakhtusov  |
| 2016                        | Vitaliy Buts       | Jacek Morajko        | Samir Jabrayilov    |
| 2017                        | Mykhailo Kononenko | Jakob Frandsen       | Nikita Sokolov      |
| 2018                        | Frederik Muff      | Yegor Dementyev      | Vladzislau Dubovski |
| 2019                        | Yauhen Sobal       | Anatoliy Budyak      | Yegor Dementyev     |

### Race Horizon Park 2 - Horizon Park Race Maïdan
| Année                    | Vainqueur            | Deuxième           | Troisième          |
| ------------------------ | -------------------- | ------------------ | ------------------ |
| Race Horizon Park 2      |                      |                    |                    |
| 2013                     | Mykhailo Kononenko   | Branislau Samoilau | Oleksandr Kvachuk  |
| 2014                     | Mykhailo Kononenko   | Leszek Pluciński   | Serhiy Grechyn     |
| Horizon Park Race Maidan |                      |                    |                    |
| 2015                     | Oleksandr Polivoda   | Siarhei Papok      | Mykhailo Kononenko |
| 2016 Non-disputé         |                      |                    |                    |
| 2017                     | Rasmus Ginnerup      | Grzegorz Stępniak  | Dzmitry Zhyhunou   |
| 2018                     | Branislau Samoilau   | Wojciech Sykała    | Ilya Klepikov      |
| 2019                     | Uladzislau Tsimoshyk | Vitaliy Buts       | Stanislau Bazhkou  |

### Race Horizon Park 3 - Horizon Park Classic
| Année                | Vainqueur          | Deuxième          | Troisième             |
| -------------------- | ------------------ | ----------------- | --------------------- |
| Race Horizon Park 3  |                    |                   |                       |
| 2014                 | Denys Kostyuk      | Błażej Janiaczyk  | Oleksandr Polivoda    |
| Horizon Park Classic |                    |                   |                       |
| 2015                 | Mykhailo Kononenko | Vitaliy Buts      | Aliaksandr Kuschynski |
| 2016                 | Mykhailo Kononenko | Marek Rutkiewicz  | Andrea Pasqualon      |
| 2017                 | Oleksandr Prevar   | Yegor Dementyev   | Sergiy Lagkuti        |
| 2018                 | Branislau Samoilau | Volodymyr Dzhus   | Rasmus Hestbek Lund   |
| 2019                 | Andriy Vasylyuk    | Stanislau Bazhkou | Oleksii Kasianov      |

### Horizon Park Women Challenge
| Année | Vainqueur          | Deuxième         | Troisième        |                  |
| ----- | ------------------ | ---------------- | ---------------- | ---------------- |
| 2016  | Tetyana Riabchenko | Irina Semionova  | Hanna Solovey    |                  |
| 2017  | Alžbeta Bačíková   | Taisa Naskovich  | Maryna Ivaniuk   |                  |
| 2018  | Yevheniya Vysotska | Olga Shekel      | Lucie Hochmann   |                  |
| 2019  | annulé/abandonné   | annulé/abandonné | annulé/abandonné | annulé/abandonné |
| 2020  | annulé/abandonné   | annulé/abandonné | annulé/abandonné | annulé/abandonné |

### Kiev Olimpic Ring Women Race
| Année | Vainqueur          | Deuxième        | Troisième        |
| ----- | ------------------ | --------------- | ---------------- |
| 2016  | Tetyana Riabchenko | Iryna Semenova  | Hanna Solovey    |
| 2017  | Alžbeta Bačíková   | Taisa Naskovich | Maryna Ivaniuk   |
| 2018  | Yevheniya Vysotska | Olga Shekel     | Lucie Hochmann   |
| 2019  | Hanna Tserakh      | Maryna Ivaniuk  | Oksana Kliachina |
| 2020  |                    |                 |                  |

### VR Women ITT
| Année | Vainqueur          | Deuxième           | Troisième          |
| ----- | ------------------ | ------------------ | ------------------ |
| 2016  | Valeriya Kononenko | Tetyana Riabchenko | Hanna Solovey      |
| 2017  | Hanna Solovey      | Olga Shekel        | Valeriya Kononenko |
| 2018  | Ántri Christofórou | Valeriya Kononenko | Olga Shekel        |
| 2019  | Valeriya Kononenko | Tetyana Riabchenko | Olena Sharga       |
| 2020  |                    |                    |                    |